# Martín Río
Martín Río (Quilmes, Provincia de Buenos Aires, 14 de marzo de 2001) es un futbolista argentino. Juega de Centrocampista y su equipo actual es Banfield de la Liga Profesional de Fútbol.

## Carrera

### Inicios
Río comenzó a muy temprana edad en las inferiores de Quilmes, aunque rápidamente llegó a Racing Club para integrar las divisiones formativas del club.
En 2020, con 19 años, llegó a Haro Deportivo, club de la Segunda División B de España, tercer nivel del sistema de ligas. Sin embargo, no debutó y, tras seis meses en el club, quedó libre.

### Talleres de Remedios de Escalada
Comenzando el 2021, Martín Río regresó a la Argentina para jugar en Talleres de Remedios de Escalada, equipo de la Primera B. Debutó el 15 de junio en el empate 1-1 ante Defensores Unidos por la fecha 13 del torneo Apertura. Ingresó a los 35 minutos del segundo tiempo por Ignacio Ruano. Convirtió su primer gol en la derrota 2-4 frente a Comunicaciones el 19 de diciembre.
En total, jugó 15 partidos y convirtió un tanto.

### Defensores de Belgrano
En enero de 2022, Río fue confirmado como nuevo jugador de Defensores de Belgrano, equipo de la Primera Nacional. Debutó el 12 de febrero en el empate 1-1 contra Flandria, ingresando a los 31 minutos del segundo tiempo por Agustín Benítez.
Durante la temporada 2022, el volante central disputó 28 encuentros.

### Quilmes
A inicios de 2023, Río regresó a Quilmes luego de varios años.

## Estadísticas

### Clubes
- Actualizado hasta el 17 de agosto de 2025.

| Talleres (RdE) Argentina | 3.ª                 | 2021                | 14  | 1 | 1 | 0 | - | - | 15  | 1 | 0.07 |
| Talleres (RdE) Argentina | Total club          | Total club          | 14  | 1 | 1 | 0 | - | - | 15  | 1 | 0.07 |
| Defensores de Belgrano Argentina | 2.ª                 | 2022                | 28  | 0 | - | - | - | - | 28  | 0 | 0    |
| Defensores de Belgrano Argentina | Total club          | Total club          | 28  | 0 | - | - | - | - | 28  | 0 | 0    |
| Quilmes Argentina | 2.ª                 | 2023                | 31  | 4 | - | - | - | - | 31  | 4 | 0.13 |
| Quilmes Argentina | Total club          | Total club          | 31  | 4 | - | - | - | - | 31  | 4 | 0.13 |
| Querétaro · México | 1.ª                 | C-2024              | 6   | 0 | - | - | - | - | 6   | 0 | 0    |
| Querétaro · México | 1.ª                 | A-2024              | 11  | 0 | - | - | 2 | 0 | 13  | 0 | 0    |
| Querétaro · México | Total club          | Total club          | 17  | 0 | - | - | 2 | 0 | 19  | 0 | 0    |
| Banfield Argentina | 1.ª                 | 2025                | 20  | 3 | 2 | 0 | - | - | 22  | 3 | 0.14 |
| Banfield Argentina | Total club          | Total club          | 20  | 3 | 2 | 0 | - | - | 22  | 3 | 0.14 |
| Total en su carrera | Total en su carrera | Total en su carrera | 110 | 8 | 3 | 0 | 2 | 0 | 115 | 8 | 0.07 |
| (1) Las copas nacionales se refiere a la Copa Argentina y a la Copa de la Liga Profesional. (2) Las copas internacionales se refiere a la Copa Libertadores, a la Copa Sudamericana y a la Leagues Cup. (3) Media de goles por encuentro. No incluye goles en partidos amistosos. |                     |                     |     |   |   |   |   |   |     |   |      |